# Hirundinea bellicosa
El birro belicoso (Hirundinea bellicosa) es una especie —o el grupo de subespecies Hirundinea ferruginea bellicosa/pallidor, dependiendo de la clasificación considerada— de ave paseriforme de la familia Tyrannidae perteneciente al género Hirundinea. Es nativo del este y centro oeste de América del Sur.

## Distribución y hábitat
Se distribuye en dos grandes áreas disjuntas: desde el noreste y centro oeste de Brasil, por el este de Bolivia, este de Paraguay, sur de Brasil, Uruguay y noreste de Argentina; y desde el noroeste de Bolivia, oeste de Paraguay, hasta el centro oeste de Argentina. Existe apenas un registro en Chile, en Temuco, en 1992.
Esta especie es considerada localmente bastante común en sus hábitats naturales: los peñascos, zonas rocosas, tepuyes, barrancas de rutas y hasta en edificaciones. Es más numerosa en dirección al sur, principalmente entre el nivel del mar y los 2000 m de altitud, aunque localmente puede llegar hasta los 3500 m. en el noroeste argentino.

## Sistemática

### Descripción original
La especie H. bellicosa fue descrita por primera vez por el naturalista francés Louis Pierre Vieillot en 1819 bajo el nombre científico Tyrannus bellicosus; la localidad tipo es «Paraguay».

### Etimología
El nombre genérico femenino «Hirundinea» deriva del latín «hirundineus» que significa ‘relativo a las golondrinas’; y el nombre de la especie «bellicosa», proviene del latín «bellicosus» que significa ‘agresivo’’.

### Taxonomía
El grupo de subespecies H. ferruginea bellicosa, incluyendo pallidior ya fue tratado como una especie separada del birro común Hirundinea ferruginea en el pasado y así es considerado por las clasificaciones Aves del Mundo (HBW) y Birdlife International (BLI) con base en diferencias morfológicas como el plumaje, desde la rabadilla hasta la cola de color rufo y no negruzco, el moteado blanco ausente o reducido de las mejillas, región malar, mentón y de la difusa lista superciliar, bordes rufos de las cobertoras, secundarias y terciarias, y alas más cortas; y de vocalización, el canto más rico, decididamente de timbre más bajo, con una nota de partida más larga y que alcanza ritmo más rápido. Sin embargo, esta separación no es seguida por otras clasificaciones, como el Congreso Ornitológico Internacional (IOC) y Clements Checklist/eBird.

### Subespecies
Se reconocen dos subespecies con su correspondiente distribución geográfica:
- Hirundinea bellicosa bellicosa  (Vieillot, 1819) - sur y este de Brasil, este de Bolivia (este de Santa Cruz), este de Paraguay, noreste de Argentina (Misiones) y Uruguay.
- Hirundinea bellicosa pallidior  (Hartert & Goodson, 1917) - noroeste de Bolivia, hacia el sur hasta el oeste de Paraguay y noroeste de Argentina (al sur hasta Mendoza y San Luis).